# Woodsetts
Woodsetts è un paese della contea del South Yorkshire, in Inghilterra.